# Åmot/Geithus
Åmot/Geithus este o localitate din comuna Modum, provincia Buskerud, Norvegia, cu o suprafață de 5,58 km² și o populație de 6.132 locuitori (2013).